# Festival du film de Sarajevo 2020
Le Festival du film de Sarajevo 2020, la 26e édition du festival, se déroule du 14 au 21 août 2020.

## Déroulement et faits marquants
Le réalisateur mexicain Michel Franco reçoit un Cœur de Sarajevo d'honneur.
L'acteur danois Mads Mikkelsen reçoit un Cœur de Sarajevo d'honneur.
Le 21 août 2020, le palmarès est décerné : le film Exil de Visar Morina remporte le Cœur de Sarajevo du meilleur film, Ru Hasanov (en) remporte le prix du meilleur réalisateur pour The Island Within (en).

## Jury

### Compétition des films de fiction
- Michel Hazanavicius (président du jury), réalisateur  France
- Carlo Chatrian, directeur artistique de la Berlinale  Italie
- Jadranka Đokić, actrice  Croatie
- Srdan Golubović, réalisateur  Serbie
- Andrea Stavenhagen, chef de projet industrie et formation au Festival international du film de Morelia  Mexique

## Sélection

### Compétition des films de fiction
- Andromeda Galaxy de More Raça
- Mavzer de Fatih Özcan
- Otto The Barbarian (de) de Ruxandra Ghitescu
- The Island Within (en) de Ru Hasanov (en)
- All the Pretty Little Horses de Michalis Konstantatos
- Digger de Djórdjis Grigorákis
- Exil de Visar Morina
- Mare de Andrea Štaka

### Compétition des films documentaires
- Conspiracy de Šemsudin Radončić
- Hold Me Right de Danijela Stajnfeld
- Holy Father  de Andrei Dăscălescu
- In Praise of Love de Tamara Drakulić
- Let There be Colour de Ado Hasanović
- Nenad de Mladen Bundalo
- One of Us de Đuro Gavran
- Our Lady's Peace de Vladimir Perović
- House of Dolls de Tudor Platon
- The Fourth Character de Katerina Patroni
- Her Mother' de Asia Dér et Sári Haragonics
- Merry Christmas, Yiwu de Mladen Kovačević
- Return to Epipo de Judit Oláh
- The Pageant de Eytan Ipeker
- Wood de Monica Lăzurean-Gorgan, Michaela Kirst et Ebba Sinzinger
- Acasă, My Home de Radu Ciorniciuc

## Palmarès
- Cœur de Sarajevo du meilleur film : Exil de Visar Morina
- Cœur de Sarajevo du meilleur réalisateur : Ru Hasanov (en) pour The Island Within (en)
- Meilleure actrice : Marija Škaričić pour son rôle dans Mare
- Meilleur acteur : Vangelis Mourikis pour son rôle dans Digger